# 白玉雕龍
《白玉雕龍》為古龍構思，申碎梅代筆的作品，多列為古龍作品，然屬偽作；一說古龍去世而遺稿，申碎梅完成。1985年9月萬盛出版。內容主要是將《白玉老虎》一書結局未明做了續集，但一開始已把《白玉老虎》中架上人蕭東樓與棺中人地藏兩個角色混淆了。

## 主要人物
- 趙無忌：大風堂的趙簡趙二爺的公子。

## 次要人物
- 衛鳳娘：趙無忌的未婚妻。
- 唐傲：唐家兄弟的大少。
- 唐花：唐傲的小表弟。
- 唐缺：唐家兄弟的大倌。
- 上官刃：大風堂的三巨頭之一

## 小說目錄
1. 夜襲，還是夜探？
2. 唐缺和老祖母的對話
3. 衛鳳娘的日記
4. 唐傲的快擇
5. 肖像之謎
6. 唐傲與上官刃
7. 等待
8. 徬徨與抉擇
9. 易百臉的真面目
10. 感傷
11. 逃亡
12. 沒落的大風堂
13. 白玉雕龍
14. 趙簡的假日記
15. 中計
16. 獨思與疏忽
17. 賭
18. 卯時、獅山
19. 真相
20. 另一次死別
21. 決鬥